# Kenny Elissonde
Kenny Elissonde (Longjumeau, Essonne, Illa de França, 26 de juliol de 1991) és un ciclista francès, professional des del 2012. Actualment corre a l'equip Cofidis. En el seu palmarès destaca una victòria d'etapa a la Volta a Espanya de 2013, amb final a l'Angliru.

## Palmarès
- 2008
  -  Campió de França en ruta júnior
- 2011
  - 1r a la Ronda de l'Isard d'Arieja i vencedor d'una etapa
- 2012
  - Vencedor d'una etapa a la París-Corrèze
- 2013
  - Vencedor d'una etapa a la Volta a Espanya

### Resultats a la Volta a Espanya
- 2013. 33è de la classificació general. Vencedor d'una etapa
- 2014. Abandona (13a etapa)
- 2015. 16è de la classificació general
- 2016. 20è de la classificació general
- 2020. No surt (8a etapa)
- 2022. 64è de la classificació general
- 2023. 50è de la classificació general

### Resultats al Giro d'Itàlia
- 2015. 46è de la classificació general
- 2017. Abandona (16a etapa)
- 2018. 51è de la classificació general

### Resultats al Tour de França
- 2020. 25è de la classificació general
- 2021. 36è de la classificació general